# Heathen (Album)
Heathen ist das 23. Studioalbum von David Bowie und erschien am 10. Juni 2002 bei ISO/Columbia Records.

## Entstehung und Stil
Aufgenommen wurde von August 2001 bis Januar 2002 in den Studios Allaire (Shokan, New York), Looking Glass (New York City) und Sub Urban (London). Bowie arbeitete zum ersten Mal seit 1980 für ein ganzes Album mit Tony Visconti. Als Gastmusiker wirkten unter anderem Dave Grohl und Pete Townshend mit. Musikalisch ist Heathen zwischen Bowies Artrock und Artpop der 1970er angesiedelt.

## Titelliste
Alle Titel wurden von David Bowie geschrieben und von Bowie mit Tony Visconti produziert, außer wo angegeben
| No. | Titel                                                    | Produzent(en)                 | Länge |
| --- | -------------------------------------------------------- | ----------------------------- | ----- |
| 1.  | „Sunday“                                                 |                               | 4:45  |
| 2.  | „Cactus“ (Black Francis)                                 |                               | 2:54  |
| 3.  | „Slip Away“                                              |                               | 6:05  |
| 4.  | „Slow Burn“                                              |                               | 4:41  |
| 5.  | „Afraid“                                                 | - Bowie - Mark Plati          | 3:28  |
| 6.  | „I’ve Been Waiting for You“ (Neil Young)                 |                               | 3:00  |
| 7.  | „I Would Be Your Slave“                                  |                               | 5:14  |
| 8.  | „I Took a Trip on a Gemini Spaceship“ (Norman Carl Odam) |                               | 4:04  |
| 9.  | „5:15 The Angels Have Gone“                              |                               | 5:00  |
| 10. | „Everyone Says 'Hi'“                                     | - Brian Rawling - Gary Miller | 3:59  |
| 11. | „A Better Future“                                        |                               | 4:11  |
| 12. | „Heathen (The Rays)“                                     |                               | 4:16  |

## Rezension
Stephen Thomas Erlewine von AllMusic schrieb: „Im Gegensatz zu ihren vorherigen gemeinsamen Alben geht dieses nicht mutig neue Wege, aber das liegt daran, dass sich Bowie und Visconti 22 Jahre nach ihrer letzten Zusammenarbeit auf Scary Monsters nicht so anstrengen müssen, sondern sich einfach aufs Handwerk konzentrieren können. Das Ergebnis ist eine dezente, absolut befriedigende Platte, seine beste seit Scary Monsters, einfach weil er schon lange nicht mehr so selbstbewusst und beständig geklungen hat.“

## Charts
Das Album erreichte in vielen Ländern hohe Chartpositionen, darunter in Deutschland auf Platz vier.